# Каменєв Роман Михайлович
Роман Михайлович Каменєв (19 липня 1974, Курськ — 6 серпня 2016, Армянськ) — підполковник ФСБ РФ. Кавалер ордена Мужності (посмертно).

## Біографія
Народився 19 липня 1974 року в місті Курськ в сім'ї робітників. Закінчив школу № 48 1989 року, зі шкільних років займався спортом. У 1989—1992 роках навчався в Курському ПТУ № 27, потім закінчив Курський державний аграрний університет. Військову службу розпочав у роті почесної варти Кремлі, де був командиром відділення. Після демобілізації продовжив кар'єру в органах державної безпеки.
З 1 березня 1995 року Каменєв служив на різних посадах в Управлінні ФСБ Росії Курської області. Починав службу як помічник коменданта, через рік був переведений у відділення спецназу. Був начальником групи супроводу оперативних заходів антитерористичного підрозділу. Неодноразово бував у відрядженнях на Північному Кавказі. Під час служби познайомився з Віктором Палагіним, який у 2011 році перевів Каменєва до Управління ФСБ Росії у Башкортостані, де той став командиром одного із антитерористичних підрозділів. У 2014 році, після анексії Криму, Каменєв за рекомендацією Палагіна переїхав служити до Криму, ставши головою відділення супроводу оперативних заходів УФСБ Росії по Криму та місту Севастополь.
Загинув 7 серпня 2016 року під час диверсійної операції ГУР МО України на території АР Крим.
Каменєв був похований на Меморіалі пам'яті полеглих у роки Німецько-радянської війни в Курську: на похороні були присутні багато його товаришів по службі.

## Пам'ять
- У 2016 році Каменєв посмертно був визнаний «Людиною року» у Курську.
- Ім'я Каменєва носить вулиця у Курську[5].
- Іменем Каменєва названо вулицю в Армянську.